# Mezinárodní standardní bibliografický popis
Mezinárodní standardní bibliografický popis (International Standard Bibliographic Description, zkráceně ISBD) je sada pravidel vytvořená Mezinárodní federací knihovnických asociací a institucí (IFLA) k popsání širokého spektra knihovních materiálů pro účely knihovní katalogizace. Sloučené vydání ISBD bylo vydáno v roce 2007. Nahradilo dřívější oddělená ISBD vydaná pro monografie, starší monografické publikace, kartografické materiály, seriály a další pokračující zdroje, elektronické zdroje, neknižní materiály a hudebniny. Za správu ISBD je odpovědná IFLA ISBD Review Group.
Jedním z původních účelů ISBD bylo poskytnout standardní formu bibliografického popisu, která bude moci být použita k mezinárodní výměně záznamů.

## Struktura záznamů ISBD
ISBD stanovuje osm oblastí popisu: Každá z oblastí kromě oblasti 7 se skládá z více prvků se strukturovanou klasifikací. Prvky a oblasti které se nevztahují na určitý zdroj jsou z popisu vynechány. K oddělení prvků a oblastí je použita standardizovaná interpunkce (dvojtečky, středníky, lomítka, pomlčky, čárky a tečky). Pořadí prvků a standardizované interpunkce má učinit snazší interpretaci bibliografických záznamů pokud interpret nerozumí jazyku popisu.
- 1: název a údaj o odpovědnosti obsahující [3]
  - 1.1 Řádný název
  - 1.2 typ dokumentu
  - 1.3 souběžný název
  - 1.4 ostatní informace o názvu
  - 1.5 údaj o odpovědnosti
- 2: edice
- 3: oblast specifická pro konkrétní materiál nebo typ zdroje (například měřítko mapy nebo číslo periodika)
- 4: vydání, výroba, distribuce atd.
- 5: fyzický popis (například počet stran)
- 6: série
- 7: poznámky
- 8: identifikátor zdroje (např. ISBN, ISSN) a podmínky dostupnosti

ISBD(A) určuje formu bibliografických publikací uplatnitelných v archeologii, museích, starožitnických aukcích, pro kanonické texty atd.

## Příklad
Typický záznam v ISBD může vypadat například takto:

A manual for writers of research papers, theses, and dissertations : Chicago style for students and researchers / Kate L. Turabian ; revised by Wayne C. Booth, Gregory G. Colomb, Joseph M. Williams, and University of Chicago Press editorial staff. — 7th ed. — Chicago : University of Chicago Press, 2007. — xviii, 466 p. : ill. ; 23 cm. — (Chicago guides to writing, editing, and publishing). — Includes bibliographical references (p. 409-435) and index. — ISBN 978-0-226-82336-2 (cloth : alk. paper) : USD35.00. — ISBN 978-0-226-82337-9 (pbk. : alk. paper) : USD17.00